# Luke Bracey
Pour les articles homonymes, voir Bracey.
Luke Bracey, né le 26 avril 1989 à Sydney, est un acteur australien.

## Biographie

### Enfance et formation
Né le 26 avril 1989 à Sydney, Luke Bracey se voyait plutôt devenir joueur de rugby professionnel ou travailler sur les chantiers et n'a jamais pris de cours de comédie.

### Carrière

#### 2009-2018
Par défi, Luke Bracey s'inscrit à un casting et c'est ainsi que comme tous ses compatriotes acteurs, il a fait ses débuts dans une sitcom locale. Pour lui, c'était dans le soap opéra australien Summer Bay (Home and Away) en 2009, qui a vu défiler à son générique des noms comme Chris Hemsworth, Melissa George, Isla Fisher, Ada Nicodemou ou Danii Minogue.
Son tout premier rôle au cinéma, il le décroche en 2011 dans la comédie Bienvenue à Monte-Carlo, notamment aux côtés de Selena Gomez, Leighton Meester, Katie Cassidy et Cory Monteith. On le retrouve deux ans plus tard dans G.I. Joe : Conspiration, où il remplace Joseph Gordon-Levitt dans le rôle de Cobra Commander où il donne la réplique à Dwayne Johnson, Channing Tatum et Bruce Willis.
En 2014, il continue sur sa lancée en enchaînant deux films au style bien différent. Il obtient un rôle plus important dans le film d'espionnage The November Man face à Pierce Brosnan, Olga Kurylenko, Eliza Taylor et Caterina Scorsone, puis avec la comédie romantique, Une Seconde Chance, adaptation de Nicholas Spark aux côtés de James Marsden, Michelle Monaghan et Liana Liberato. 
En 2015, Luke Bracey joue à  l’écran dans Point Break remake du film sorti en 1991 où il reprend le rôle de Johnny Utah précédemment joué par Keanu Reeves,. Peu avant, il avait même failli hériter du rôle de Christian Grey, le héros de la saga Cinquante nuances de Grey. Mais après le désistement de Charlie Hunnam, c'est finalement Jamie Dornan qui s'était imposé comme le candidat idéal. 
En 2016, il obtient un rôle dans le film Tu ne tueras point (Hacksaw Ridge) un film de guerre australo-américain réalisé par Mel Gibson, qui retrace l'histoire du caporal Desmond Doss dans l'United States Army lors de la Seconde Guerre mondiale. Affecté à la 77e division d'infanterie, blessé il contribue à sauver la vie de 75 de ses camarades en les descendant un à un de la falaise d'Okinawa, ce qui lui vaut la Medal of Honor et trois Purple Heart. Le film a vu défiler à son générique des noms comme Andrew Garfield, Vince Vaughn, Sam Worthington, Teresa Palmer et Hugo Weaving,.
Luke Bracey prête son visage au nouveau parfum masculin Polo Red de la ligne Polo Ralph Lauren.

#### Depuis 2019
En 2019, il est le premier rôle masculin du long métrage de Roger Avary dans le film franco-canadien Lucky Day, partageant la vedette avec Nina Dobrev,.
En 2020, il est invité dans la mini-série Little Fires Everywhere porté par Reese Witherspoon, Kerry Washington et Joshua Jackson, une adaptation du roman La Saison des feux de l'auteur Celeste Ng, publié en 2017. Avec Luke Bracey, de nombreux acteurs sont apparues comme Jesse Williams, Aubrey Joseph, Britt Robertson et Kristoffer Polaha.
La même année, il partage l'affiche de la comédie romantique Holidate de Netflix avec Emma Roberts, aux côtés de King Bach, Jessica Capshaw, Manish Dayal, Jake Manley, Frances Fisher et Kristin Chenoweth.
En 2021, il sera dans le film Violet écrit, réalisé et produit par Justine Bateman aux côtés d'Olivia Munn, Justin Theroux, Laura San Giacomo, Jason Dohring, Rob Benedict, Zachary Gordon. Il sera également à l'affiche du film biographique sur Elvis Presley réalisé par Baz Luhrmann dans le rôle de Jerry Schilling (en) aux côtés d'Austin Butler, Tom Hanks et Dacre Montgomery,.

### Vie privée
En 2018, il a partagé la vie de la chanteuse suédoise Elliphant. En 2019, il était en couple avec l'actrice mexicaine Eiza González.

## Filmographie

### Cinéma
- 2011 : Bienvenue à Monte-Carlo (Monte Carlo) de Thomas Bezucha : Riley
- 2012 : Amnesia de Bill Birrell
- 2013 : G.I. Joe : Conspiration de Jon Chu : Cobra Commander
- 2014 : American Dream de Janusz Kaminski : Scott
- 2014 : The November Man de Roger Donaldson : David Mason
- 2014 : Une Seconde Chance (The Best Of Me) de Michael Hoffman : Dawson jeune
- 2015 : Me Him Her (en) de Max Landis : Brendan
- 2015 : Point Break d'Ericson Core : Johnny « Utah » Brigham
- 2016 : Tu ne tueras point (Hacksaw Ridge) de Mel Gibson : Smitty
- 2019 : Danger Close: The Battle of Long Tan (en) de Kriv Stenders : sergent Bob Buick
- 2019 : Lucky Day de Roger Avary : Red
- 2020 : Holidate de John Whitesell : Jackson (Netflix)
- 2021 : Violet de Justine Bateman : Red
- 2021 : American Dream de Janusz Kamiński : Scott
- 2022 : Elvis de Baz Luhrmann : Jerry Schilling (en)
- 2022 : Interceptor de Matthew Reilly : Alexander Kessel
- 2023 : Maybe I Do de Michael Jacobs : Allen

### Télévision

#### Séries télévisées
- 2009-2010 : Summer Bay (Home and Away) : Trey Palmer (23 épisodes)
- 2010 : Dance Academy : Aaron (3 épisodes)
- 2020 : Little Fires Everywhere : Jamie Caplan (2 épisodes)

#### Téléfilms
- 2013 : Westside de McG : Chris Carver[16]